# Leonid Musin

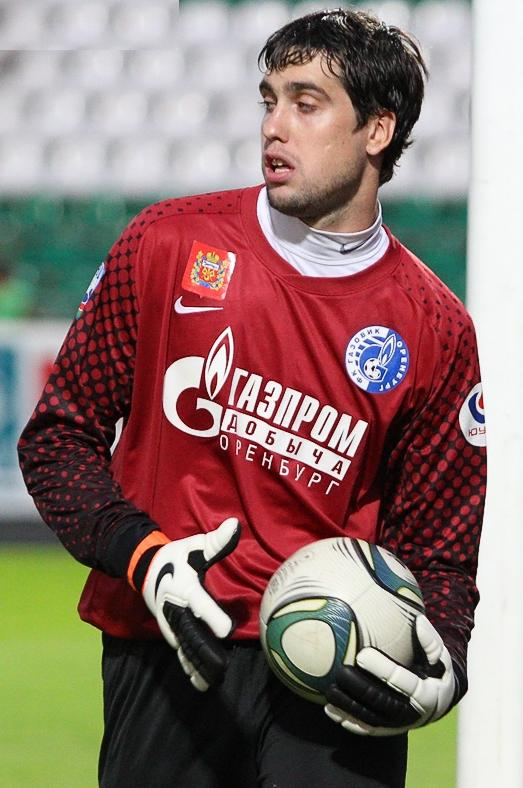
Leonid Musin em 2011.

Leonid Musin, (nascido em 19 de abril de 1985) é um futebolista ucraniano que atuava como goleiro. Também possui nacionalidade russa. Disputou o Campeonato Mundial de Futebol Sub-20 de 2005..